# Corebo (Eneide)
Corebo è un giovane guerriero nell'Eneide. Viene menzionato anche da Quinto Smirneo nell'opera Posthomerica, e dallo Pseudo-Euripide nel Reso.

## Mito
Figlio del re Migdone di Frigia e di Anassimene, innamorato di Cassandra, viene ucciso da Peneleo durante la notte della caduta di Troia, nel tentativo di difendere la sacerdotessa amata.
" Ci sommergono subito col numero; e per primo Corebo

soccombe per mano di Peneleo vicino all'ara della dea

possente nell'armi " 
(Virgilio, Eneide, libro II, traduzione di Luca Canali)